# Seein' Red
Seein' Red és un grup neerlandès de música hardcore punk i d'ideologia comunista.
Seein' Red nasqué l'any 1988 després de la dissolució del grup Lärm, on tocaven Paul, Olav, Jos i Menno. La majoria dels integrants de Lärm decideixen integrar Seein' Red, a excepció de Menno, que es mudar a Amsterdam per acabar els seus estudis.

## Membres
- Paul: guitarra
- Olav: bateria
- Jos: baix i veu

## Discografia
- 1989: Music Can Be a Weapon[2]
- 1990: Seein' Red
- 1993: Workspiel
- 1995: More of The Same
- 1995: Trefwoord Punk
- 1996: Marinus
- 1997: It's About Time... To Fight Back!!!
- 2003: This CD Kill Fascists
- 2005: We Need To Do More Than Just Music